# Mezzocorona
Mezzocorona es una localidad y comune italiana de la provincia de Trento, región de Trentino-Alto Adigio, con 4.938 habitantes.

## Evolución demográfica
| Gráfica de evolución demográfica de Mezzocorona entre 1861 y 2021 |
|                                                                   |
| Fuente ISTAT - elaboración gráfica de Wikipedia                   |